# Jim Williams (líder de milicia)
Jim Williams ( c. 1830
 – 6 de marzo de 1871) fue un soldado afroamericano y líder de milicia en las décadas de 1860 y 1870 en el condado de York, Carolina del Sur. Huyó de la esclavitud durante la Guerra Civil estadounidense y se unió al Ejército de la Unión. Después de la guerra, Williams dirigió una milicia negra que buscaba proteger los derechos de los negros en la zona por lo que, en 1871, fue linchado por miembros del Ku Klux Klan de York. Como resultado, un gran grupo de negros de la zona emigró a Liberia, en África Occidental.

## Primeros años de vida
Williams nació con el nombre de James Rainey en el condado de York, Carolina del Sur, en la plantación de Samuel Rainey a unos 32 km de Yorkville. Se escapó de la plantación Rainey durante la Guerra Civil y se unió al Ejército de la Unión, donde finalmente luchó bajo el mando del general William Tecumseh Sherman en Georgia, Carolina del Norte y del Sur.Sherman's ideas on black soldiers were a little too typical of his times.[cita requerida] . Después de la guerra, Rainey cambió su apellido a Williams, regresó al condado de York y se casó con una mujer llamada Rose, con la cual tuvo dos hijos y un hijo anterior de su primera esposa, Olli Dunovant o Dunnavant, que posiblemente fuera de ascendencia barbadense . Allí luchó por la protección de los derechos civiles y políticos de los esclavos negros liberados. También organizó una unidad de milicia negra; estas unidades se llamaban "Ligas de la Unión".

## Klan del condado de York
En febrero de 1871, Jim Williams y el predicador local, Elias Hill, se reunieron con los líderes locales del Ku Klux Klan, incluido James Rufus Bratton, para negociar la seguridad de los negros en la zona. Estas negociaciones no fueron exitosas y alrededor del 12 de febrero, ocho hombres negros fueron asesinados por entre 500 y 700 blancos enmascarados y vestidos con túnicas negras, y luego de este linchamiento siguieron redadas nocturnas del Klan durante meses. Bratton era sobrino del antiguo propietario de Williams, Samuel Rainey, y fue cirujano del Ejército Confederado.
Durante este tiempo, algunos blancos locales afirmaron que Williams había amenazado con matar a blancos y que la milicia de Williams estaba acumulando armas. También dijeron que Williams afirmó desear violar a mujeres blancas si pudiera. Bratton, del KKK, también afirmó que Williams y su milicia fueron responsables de una serie de incendios en propiedades de blancos.

## Linchamiento y muerte

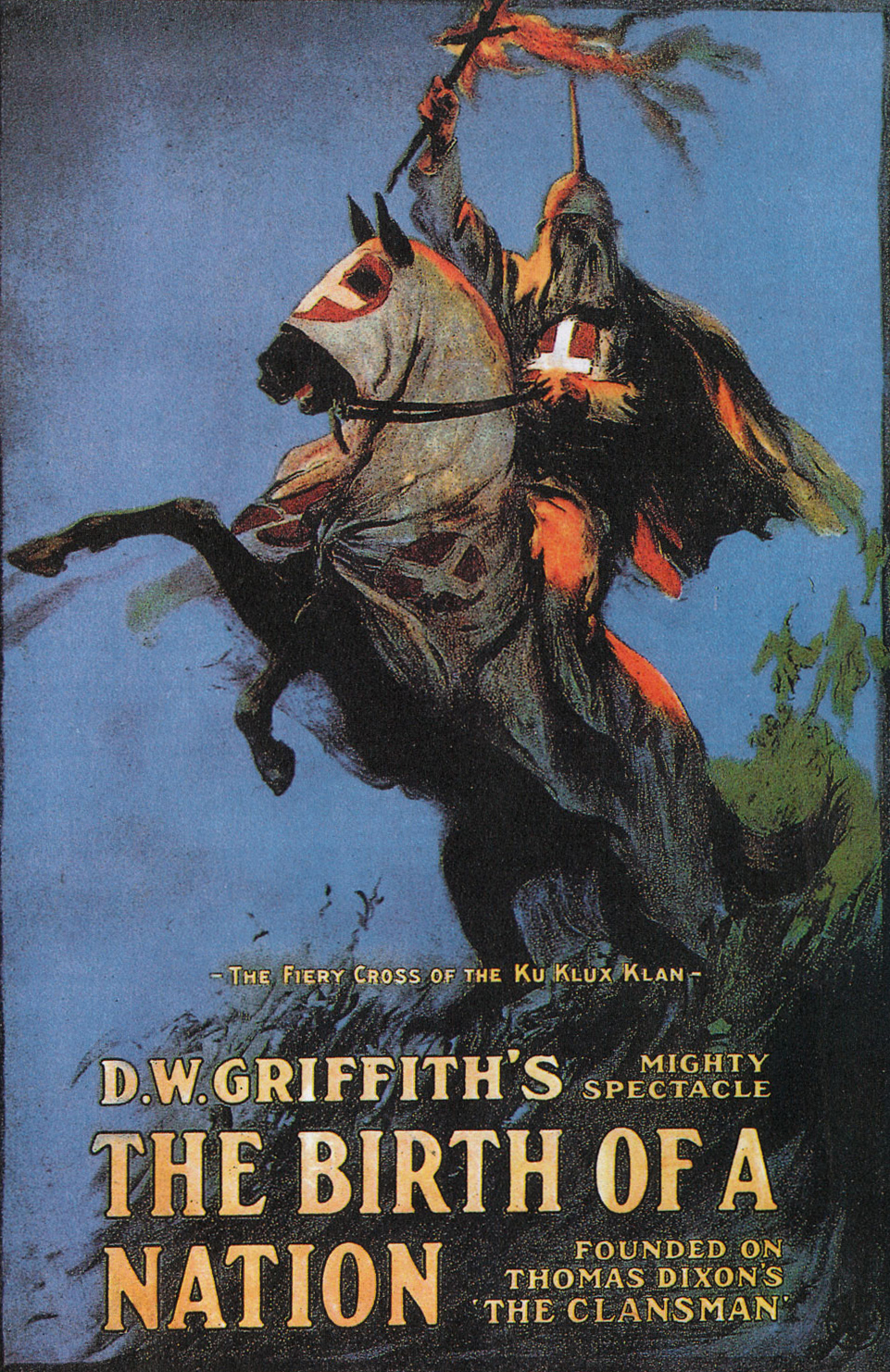
Cartel de la película El nacimiento de una nación, parcialmente inspirada en la vida de J. Rufus Bratton

El 6 de marzo de 1871, James Rufus Bratton lideró a un grupo de unos setenta blancos desde su punto de reunión en el campo de Briar Patch, 8 km al oeste de Yorkville hasta la cabaña Williams. La turba primero fue a la casa de Andy Timons, miembro de la Union League, y lo golpearon para averiguar el paradero de la cabaña de Williams. Ya allí, encontraron a Williams escondido debajo de las tablas del suelo. Lo agarraron y lo sacaron de la casa a la fuerza mientras pateaba y gritaba. Alguien, probablemente Bratton, colocó una soga alrededor del cuello de Williams. Afuera, ataron la cuerda a un árbol y obligaron a Williams a subirse a la rama. Bob Caldwell, otro miembro del Ku Klux Klan, se subió a la rama y empujó a Williams, quien se agarró a la rama con sus manos. Caldwell usó un cuchillo para cortar los dedos de William hasta que los soltó, tras lo cual "murió maldiciendo, suplicando y rezando, todo en un solo aliento". Williams fue posteriormente llevado a la oficina de Bratton, donde este, en su calidad de médico, presentó la investigación sobre la muerte de Williams.

## Legado
La turba visitó varias otras casas de hombres involucrados o afiliados a la milicia de la Liga de la Unión y logró arrebatarles 23 armas, pero no encontraron a ningún otro militante. Los miembros de la liga juraron vengarse, pero no lo llevaron a cabo. Las compañías B, E y K de la Séptima Caballería estadounidense de George Armstrong Custer, dirigida por el alcalde Lewis Merrill, llegaron a la zona para intentar sofocar la violencia. Elias Hill asumió el liderazgo de la liga, ahora en desorden. En otra redada, los sobrinos de Elias Hill, Solomon Hill y June Moore, fueron agredidos y obligados a renunciar públicamente a su afiliación al Partido Republicano en el periódico local, el Yorkville Enquirer. El propio Hill fue agredido en marzo.
Este fue el primer episodio de violencia del Ku Klux Klan que Lewis Merrill vio en el condado de York, y no pudo intervenir para proteger a los ciudadanos negros. Ocho días después del ataque, Merrill se reunió con líderes locales exigiendo cambios, pero la violencia continuó durante el verano. Los esfuerzos de Merrill finalmente llevaron al desmantelamiento de gran parte del KKK en el condado, aunque Bratton nunca fue procesado con éxito. En octubre de 1871, Hill y sus sobrinos lideraron un gran grupo de negros locales que emigraron a Liberia para escapar de la violencia racista.